# Xã đặc quyền Jamestown, Michigan
Xã Jamestown (tiếng Anh: Jamestown Township) là một xã thuộc quận Ottawa, tiểu bang Michigan, Hoa Kỳ. Năm 2010, dân số của xã này là 7.034 người.